# Quan hệ Cuba – Cộng hòa Ả Rập Sahrawi Dân chủ
Quan hệ Cuba – Cộng hòa Ả Rập Sahrawi Dân chủ đề cập đến mối quan hệ hiện tại và lịch sử giữa Cộng hòa Cuba và Cộng hòa Ả Rập Sahrawi Dân chủ (SADR). Cuba công nhận SADR vào ngày 20 tháng 1 năm 1980, quan hệ ngoại giao chính thức được thiết lập vào ngày 30 tháng 1 năm 1980. Đại sứ quán Sahrawi mở cửa tại La Habana vào tháng 4 năm 1980, và đại sứ quán Cuba tại Algiers được công nhận là đại sứ quán của SADR.
Cuba hợp tác với Cộng hòa Sahrawi trong việc giáo dục học sinh Sahrawi (chủ yếu là các ngành nghề liên quan đến y tế) và gửi các đội y tế Cuba đến các trại tị nạn Sahrawi. Gần 4.000 học sinh Sahrawi đã tốt nghiệp các trường học Cuba kể từ năm 1977.